# آگوستین کولا
آگوستین کولا (آلبانیایی: Agustin Kola؛ زادهٔ ۱۰ مهٔ ۱۹۵۹) بازیکن سابق و مربی فوتبال اهل آلبانی است.
از باشگاه‌هایی که در آن بازی کرده‌است می‌توان به باشگاه فوتبال تیرانا و باشگاه فوتبال ایگالئو اشاره کرد.
وی همچنین در تیم ملی فوتبال آلبانی بازی کرده‌است.